# Hiéroglyphe égyptien O44

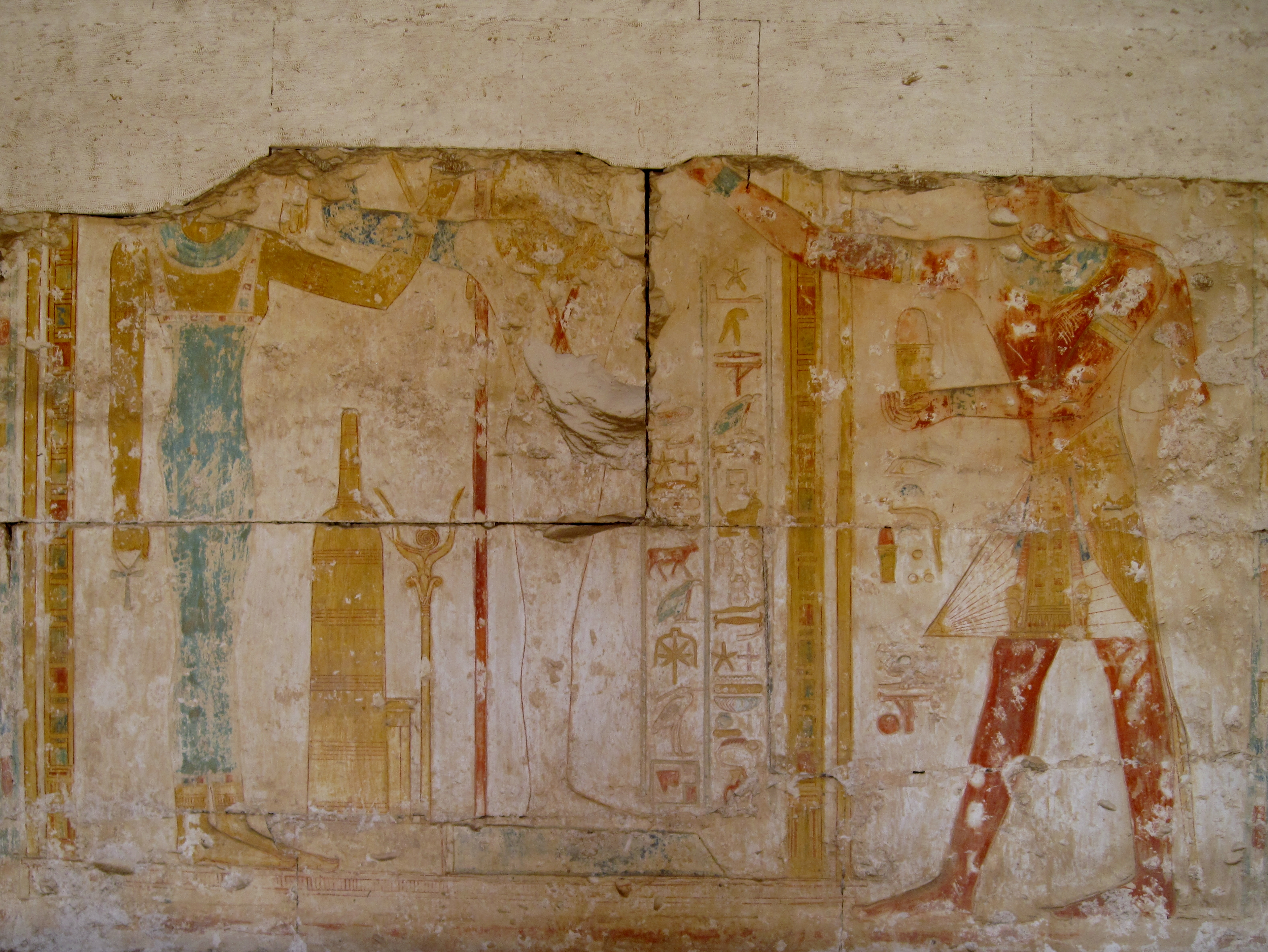
Temple de Min avec son emblème sur un bas-relief du temple de Ramsès II à Abydos.

L'emblème du temple de Min, en hiéroglyphes égyptiens, est classifié dans la section O « Bâtiments, parties de bâtiments etc. » de la liste de Gardiner ; il y est noté O44.

## Représentation
Il représente originellement l'emblème du dieu Min dressé devant son temple. C'est une paire de corne bovine (hiéroglyphe F13) et un appendice enroulé (parfois sous forme de la corde V1) fiché sur un mât (souvent une colonne papyriforme M13). Il est translittéré jȝt.

## Utilisation
| O44 | t · Z1 | / | i | A&t | O44 |

| O44 | t · Z1 | / | i | A&t | O44 |

d'où découle sa fonction en tant que phonogramme trilitère de valeur jȝt dans le terme jȝwt :
| i | A | t | w | O44 | F27 · Z2 |

| i | A | t | w | O44 | F27 · Z2 |

Il représente la combinaison des hiéroglyphe V1 et U125 (variante semi-cursive de U39) dans l'abréviation
| O44 · D40 |

| O44 · D40 |

| O44 · D40 |

| O44 · D40 |

| V1 |

| V1 |

phonogramme bilitère de valeur ṯs.